# Joakim Kjellbom
Joakim Kjellbom (Sundsvall, 22 aprile 1979) è un ex cestista svedese.

## Carriera
Con la Svezia ha disputato i Campionati europei del 2013.

## Palmarès
- Campionato svedese: 2

Norrköping Dolphins: 2009-10, 2017-18
- Campionato georgiano: 1

Armia Tbilisi: 2011-12
- Challenge Cup di Lega Baltica: 1

Norrköping Dolphins: 2009-10